# انتقام‌جویان سواحل غربی
انتقام‌جویان ساحل غربی (به انگلیسی: West Coast Avengers) یک گروه خیالی از ابرقهرمانان است که در کتاب‌های کمیک آمریکایی منتشر شده توسط مارول کامیکس حضور دارند. این تیم برای اولین بار در انتقام‌جویان سواحل غربی شماره ۱ (سپتامبر ۱۹۸۴) که توسط راجر استرن و باب هال ساخته شد ظاهر شد. این اولین نشریه اسپین‌آف برای انتقام جویان بود. انتقام‌جویان سواحل غربی به عنوان توسعه دهنده تیم اصلی انتقام‌جویان ساخته شد.

## تاریخچه انتشار
انتقام‌جویان ساحل غربی اولین بار در یک مجموعه چهار شماره ای محدود منتشر شد که از سپتامبر تا دسامبر ۱۹۸۴ منتشر شد.